# Elezioni parlamentari in Benin del 2015
Le elezioni parlamentari in Benin del 2015 si tennero il 26 aprile per il rinnovo dell'Assemblea nazionale.

## Risultati
| Liste | Voti      | %     | Seggi |
| --- | --------- | ----- | ----- |
| - Forze Cauri per un Benin Emergente - Alleanza Amana | 889.362   | 30,19 | 33    |
| L'Unione fa la Nazione - Partito Socialdemocratico - Movimento Africano per lo Sviluppo e il Progresso - Movimento per lo Sviluppo e la Solidarietà - Unione Nazionale per la Democrazia e il Progresso - Forza Chiave - Raggruppamento dei Democratici Liberali per la Ricostruzione Nazionale | 422.715   | 14,35 | 13    |
| Partito del Rinnovamento Democratico | 411.463   | 10,57 | 10    |
| Alleanza Nazionale per lo Sviluppo e la Democrazia - Raggruppamento per il Progresso e la Democrazia | 225.145   | 7,64  | 5     |
| - Partito della Rinascita del Benin - Partito del Risveglio Patriottico | 208.909   | 7,09  | 7     |
| Alleanza del Sole - Unione per la Democrazia e la Solidarietà Nazionale - Unione per il Soccorso - Forza Speranza | 196.119   | 6,66  | 4     |
| Forze Democratiche Unite - Unione per il Progresso e la Democrazia | 117.970   | 4,00  | 4     |
| Alleanza per un Benin Trionfante | 108.915   | 3,70  | 2     |
| Alleanza Guida - Coalizione per un Benin Emergente - Partito per la Democrazia e il Progresso Sociale | 100.741   | 3,42  | 2     |
| Unione per il Benin | 85.363    | 2,90  | 2     |
| Partito Résoatao | 63.668    | 2,16  | 1     |
| Altri <50.000 voti | 115.672   | 3,92  | -     |
| Totale | 2.946.042 |       | 83    |